# Verwaltungsgericht Karlsruhe

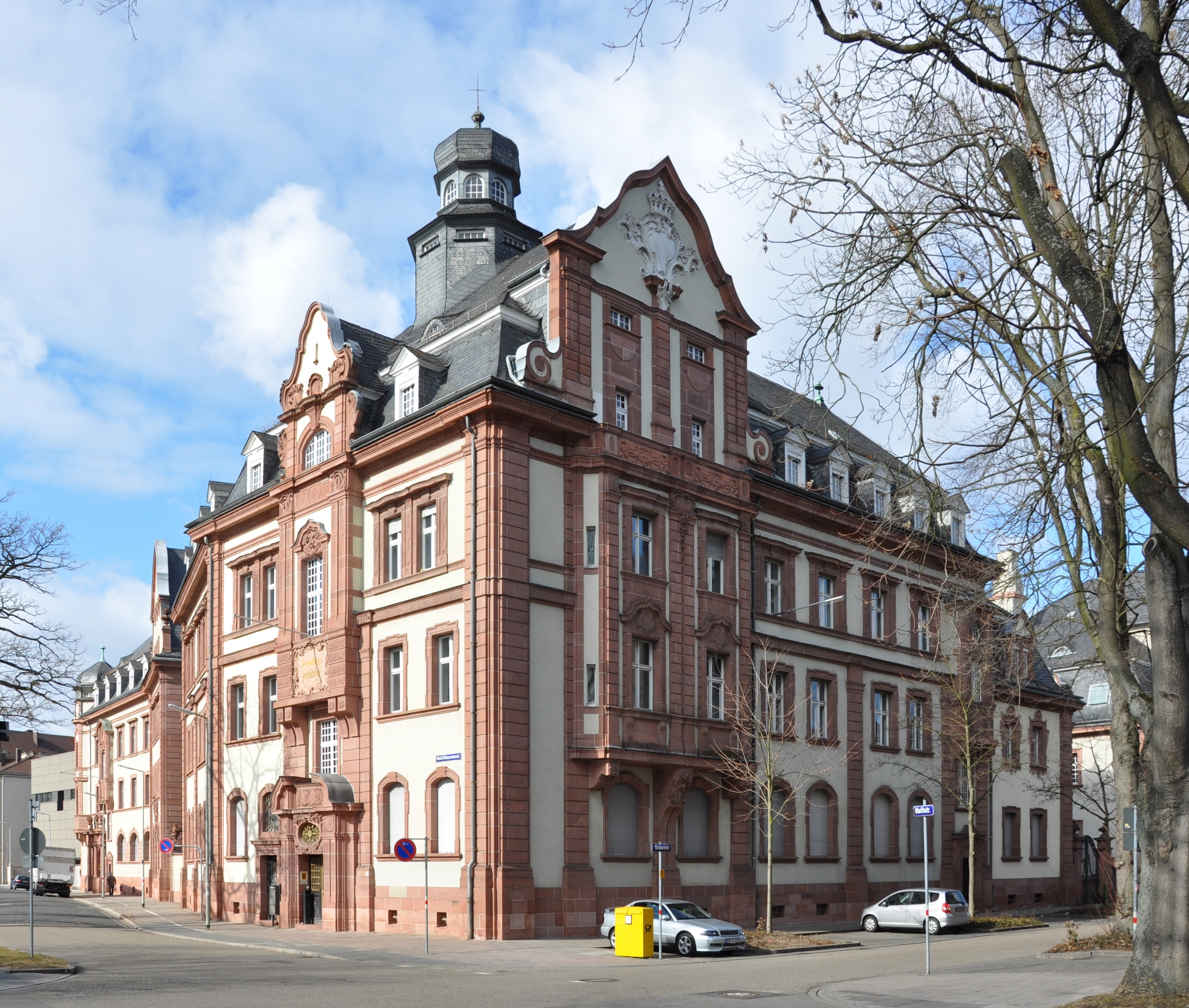
Verwaltungsgericht Karlsruhe

Das Verwaltungsgericht Karlsruhe ist eines von vier Verwaltungsgerichten des Landes Baden-Württemberg.

## Geschichte und Gebäude
Das Gebäude an der Nördlichen Hildapromenade in Karlsruhe wurde von Adolf Hanser (1858–1901) konzipiert und nach dessen Tod von Friedrich Ratzel als repräsentativster Teil eines Gebäudeensembles errichtet, das auch das Generallandesarchiv und die damalige Oberrechnungskammer (heute Landesrechnungshof) umfasst. Das im Stile des neobarocken Historismus ausgeführte Gebäude ist von einer Laterne gekrönt.
Das Gebäude wurde nach seiner Fertigstellung im Jahre 1905 vom Badischen Verwaltungsgerichtshof bezogen, der 1864 als erstes unabhängiges Verwaltungsgericht in Deutschland geschaffen worden war. Noch heute befindet sich über dem Haupteingang in goldenen Lettern die Bezeichnung „Verwaltungsgerichtshof“.

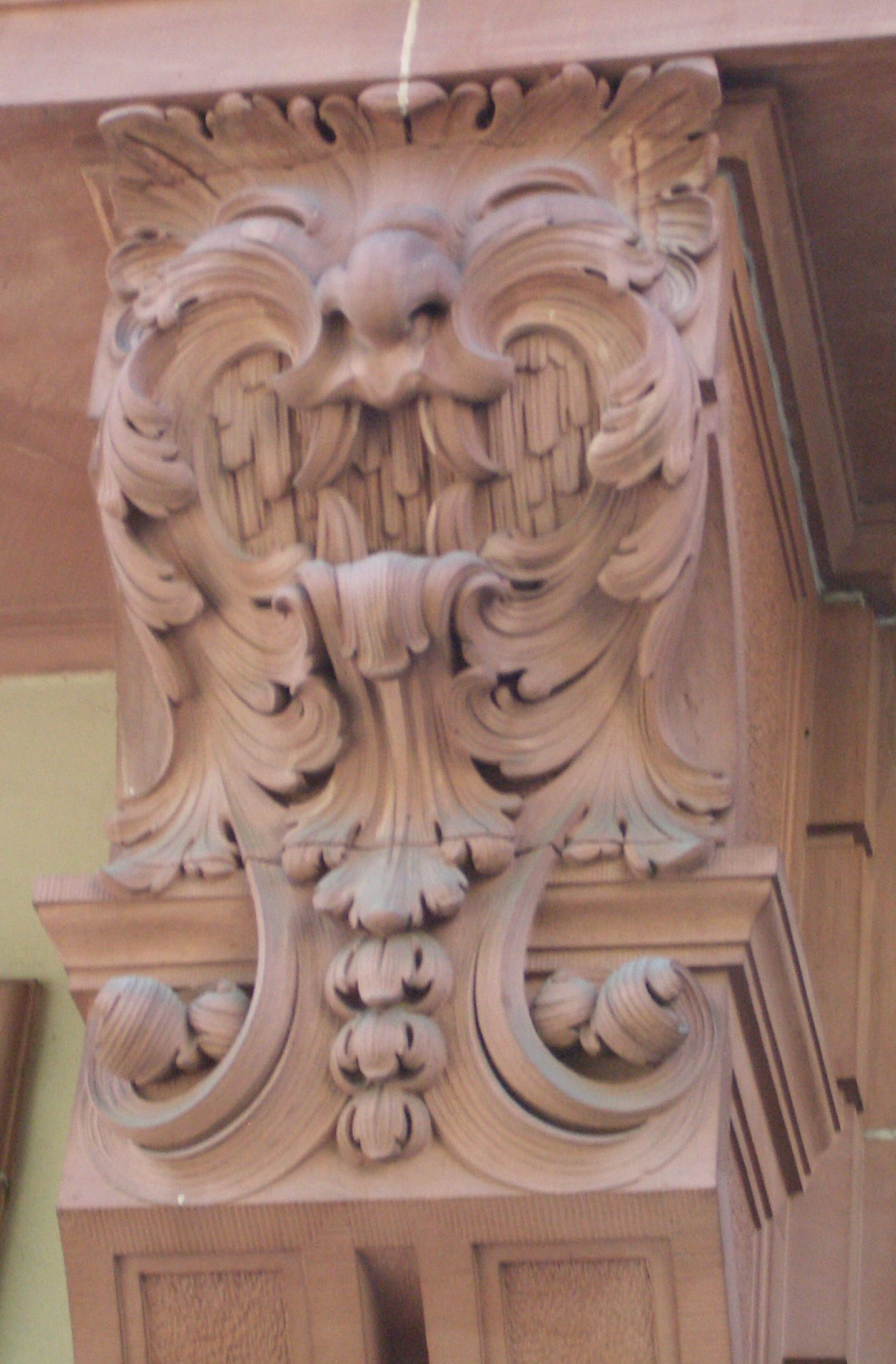
Erkerkonsole

Ein bemerkenswertes architektonisches Detail stellt die Konsole des Erkers an der Ostfassade dar, die als Fratze ausgestaltet ist und in Richtung des benachbarten Gebäudes des Oberlandesgerichts die Zunge herausstreckt. Dies dürfte auf die Rivalität der beiden Architekten Ratzel und Durm zurückgehen.
Nach dem Zweiten Weltkrieg wurde im Zuge der Neuordnung der Verwaltungsgerichtsbarkeit 1947 Karlsruhe zum Sitz des für Württemberg-Baden zuständigen Verwaltungsgerichts bestimmt; 1954 zog es in das historische Gebäude an der Nördlichen Hildapromenade ein, während der Sitz des Verwaltungsgerichtshofes nach der Gründung des Südweststaates Baden-Württemberg im Jahre 1959 nach Mannheim verlegt wurde.
Im Zuge der Erweiterung des Verwaltungsgerichts infolge steigender Asylbewerberzahlen entstand die Notwendigkeit, eine Nebenstelle zu errichten. Diese ist in der Röntgenstraße 2a untergebracht.

## Gerichtssitz und -bezirk
Das Verwaltungsgericht (VG) Karlsruhe hat seinen Sitz in Karlsruhe. Der Gerichtsbezirk erstreckt sich auf den Regierungsbezirk Karlsruhe. Dieser umfasst die Stadtkreise Baden-Baden, Heidelberg, Karlsruhe, Mannheim und Pforzheim sowie die Landkreise Calw, Enzkreis, Freudenstadt, Karlsruhe, Neckar-Odenwald-Kreis, Rastatt und Rhein-Neckar-Kreis.

## Organisation und Personal
Das Gericht hat elf Kammern sowie zwei Disziplinarkammern und eine Personalvertretungskammer mit insgesamt 37 Richtern. Weitere 35 Mitarbeiter arbeiten in Serviceeinheiten, die den Kammern und der Rechtsantragsstelle zugeordnet sind, als Urkundsbeamte und Schreibkräfte. Weitere Fachkräfte arbeiten in der Bibliothek, im übrigen Verwaltungsbereich sowie im Hausdienst.

## Übergeordnete Gerichte
Das Gericht ist dem Verwaltungsgerichtshof Baden-Württemberg in Mannheim untergeordnet. Diesem wiederum ist das Bundesverwaltungsgericht übergeordnet.